# Norops purpurgularis
Norops purpurgularis är en ödleart som beskrevs av  Mccranie CRUZ och HOLM 1993. Norops purpurgularis ingår i släktet Norops och familjen Polychrotidae. Inga underarter finns listade i Catalogue of Life.